# Robin Guthrie

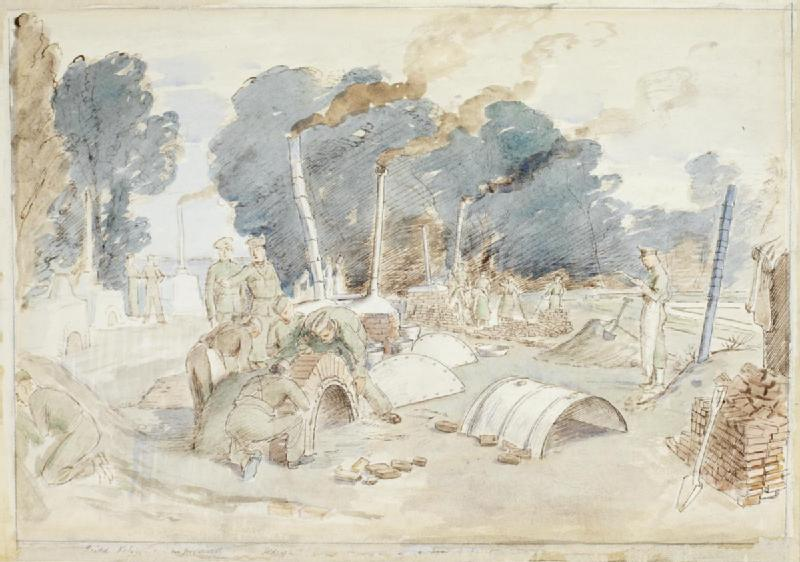
Robin Guthrie: Eine improvisierte Feldküche – ein Aldershot-Ofen, der von Anfängern an der Army School of Cookery gebaut wird

Robin Craig Guthrie (* 4. Juli 1902 in Harting, West Sussex; † 27. Januar 1971 in London) war ein britischer Maler, Zeichner und Kunstpädagoge. Er wurde vor allem durch seine Porträts und seine religiösen sowie figürlichen Kompositionen bekannt.

## Leben
Robin Guthrie wurde 1902 in Harting in der Grafschaft West Sussex geboren. Er studierte an der Slade School of Fine Art in London, wo er Schüler von Henry Tonks war. Während seiner Ausbildung gewann er mehrere Auszeichnungen, darunter den renommierten Slade Composition Prize. Guthrie gehörte zu einer Generation von Malern, die in den 1920er Jahren für ihre figurativen und erzählerischen Werke bekannt wurden. Er war eng mit Künstlern wie Rodney Burn und Thomas Monnington verbunden. Guthrie unterrichtete an verschiedenen Kunstschulen, darunter am Royal College of Art, und prägte als Lehrer eine jüngere Generation britischer Künstler. Er war Mitglied des New English Art Club und stellte regelmäßig in London aus. Robin Guthrie starb 1971 in London.

## Werk

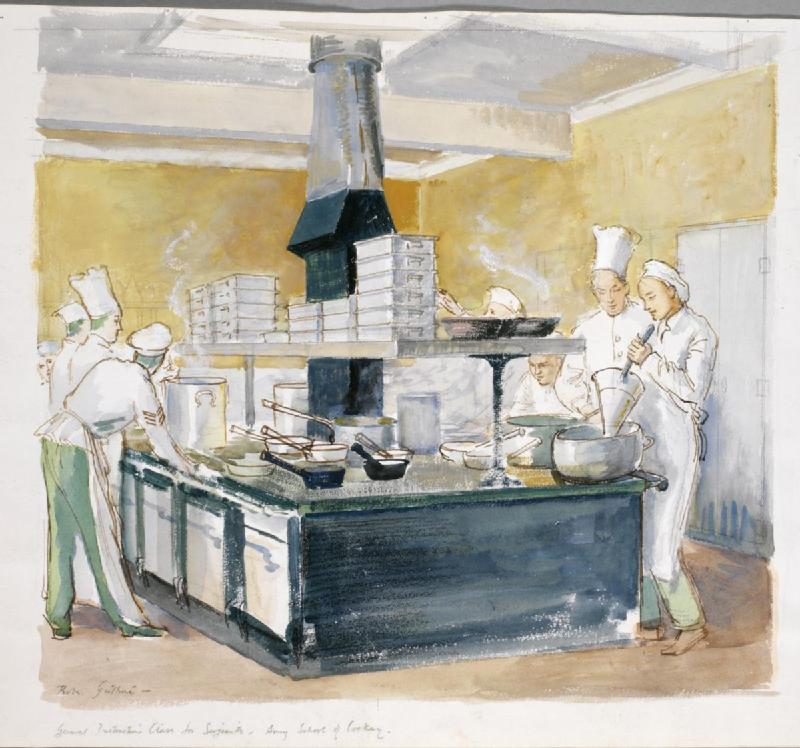
Robin Guthrie : Allgemeiner Unterricht für Unteroffiziere – Kochschule der Armee, Aldershot

Robin Guthrie war bekannt für seine sorgfältig komponierten Gemälde, die häufig biblische oder allegorische Themen aufgriffen. Seine Malweise zeichnete sich durch eine klare Linienführung, eine zurückhaltende Farbgebung und eine ausgewogene Komposition aus. Neben religiösen Szenen schuf er zahlreiche Porträts, Gruppenbilder und Stillleben. In seinen Arbeiten ist der Einfluss der klassischen europäischen Malerei erkennbar, den er mit einem modernen, oft leicht stilisierten Ausdruck kombinierte. Guthrie wurde für die technische Präzision und die subtile emotionale Wirkung seiner Werke geschätzt.